# Mariola Karaś
Mariola Karaś (ur. 4 grudnia 1996) – polska lekkoatletka, sprinterka.

## Kariera sportowa
Srebrna medalistka Ogólnopolskiej Olimpiady Młodzieży w biegu na 400 metrów (2013).
Brązowa medalistka halowych mistrzostw Polski seniorów (2016) w sztafecie 4 × 400 metrów. Halowa wicemistrzyni Polski w sztafecie 4 x 200 metrów (2017).

## Osiągnięcia
| Rok  | Impreza                        | Miejsce   | Konkurencja             | Pozycja    | Wynik   |
| ---- | ------------------------------ | --------- | ----------------------- | ---------- | ------- |
| 2017 | Młodzieżowe mistrzostwa Europy | Bydgoszcz | bieg na 400 metrów      | eliminacje | 53,78   |
| 2017 | Młodzieżowe mistrzostwa Europy | Bydgoszcz | sztafeta 4 × 400 metrów | 1. miejsce | 3:29,66 |

## Rekordy życiowe
- bieg na 400 metrów – 52,95 (2017)